# Ленглі 5
Ленглі 5 (англ. Langley 5) — індіанська резервація в Канаді, у провінції Британська Колумбія, у межах регіонального округу Метро-Ванкувер.

## Населення
За даними перепису 2016 року, індіанська резервація не ма постійного населення.

## Клімат
Середня річна температура становить 9,6°C, середня максимальна – 20,7°C, а середня мінімальна – -2,6°C. Середня річна кількість опадів – 1 985 мм.
| Клімат поселення                              | Клімат поселення | Клімат поселення | Клімат поселення | Клімат поселення | Клімат поселення | Клімат поселення | Клімат поселення | Клімат поселення | Клімат поселення | Клімат поселення | Клімат поселення | Клімат поселення | Клімат поселення |
| Показник                                      | Січ.             | Лют.             | Бер.             | Квіт.            | Трав.            | Черв.            | Лип.             | Серп.            | Вер.             | Жовт.            | Лист.            | Груд.            |                  |
| Середній максимум, °C                         | 6,84             | 8,92             | 10,94            | 13,43            | 16,72            | 19,40            | 20,09            | 20,71            | 17,81            | 13,14            | 8,58             | 5,49             |                  |
| Середня температура, °C                       | 2,10             | 4,20             | 6,21             | 8,69             | 11,98            | 14,67            | 16,97            | 17,58            | 14,66            | 10,00            | 5,44             | 2,34             |                  |
| Середній мінімум, °C                          | −2,63            | −0,53            | 1,50             | 3,99             | 7,27             | 9,93             | 13,83            | 14,44            | 11,53            | 6,85             | 2,31             | −0,8             |                  |
| Норма опадів, мм                              | 267              | 187              | 176              | 156              | 124              | 96               | 68               | 68               | 94               | 198              | 305              | 246              |                  |
| Середньомісячна швидкість вітру, м/с          | 3.13             | 3.05             | 3.10             | 2.95             | 2.83             | 2.83             | 2.72             | 2.53             | 2.31             | 2.53             | 3.09             | 3.16             |                  |
| Середньомісячна сонячна радіація, кДж/м²·день | 3173             | 6103             | 9850             | 14864            | 18514            | 19963            | 21285            | 18308            | 13090            | 7042             | 3534             | 2487             |                  |
| --------------------------------------------- | ---------------- | ---------------- | ---------------- | ---------------- | ---------------- | ---------------- | ---------------- | ---------------- | ---------------- | ---------------- | ---------------- | ---------------- | ---------------- |
| Джерело:                                      |                  |                  |                  |                  |                  |                  |                  |                  |                  |                  |                  |                  |                  |